# Nicolae Tătăranu
Nicolae Tătăranu (3 de outubro de 1890 — 13 de maio de 1953) foi um tenente-general romeno na Segunda Guerra Mundial.
Tătăranu também serviu como adido militar em Paris (1928-1931), em Bruxelas (1929-1931) e em Madri (1930-1931).

## Honrarias
- Cruz de Ferro de 2ª e 1ª classe
- Cruz de Cavaleiro da Cruz de Ferro (17 de dezembro de 1942)